# Internetdienst
Ein Internetdienst ist eine Anwendung des Internets im technischen Sinne. Das Internet selbst stellt lediglich die Infrastruktur zur Übertragung der Daten zur Verfügung. Ein Nutzen für die Anwender entsteht erst dadurch, dass, basierend auf der Struktur des Internets, dem Anwender verschiedene Dienste zur Verfügung stehen. So hat der Dienst des World Wide Web dem Internet Anfang der 1990er-Jahre erst zum Durchbruch verholfen. Auch heute noch kommen immer neue Dienste hinzu. Die wichtigsten und bekanntesten Dienste sind in der folgenden Tabelle kurz beschrieben. Für ausführlichere Erläuterungen siehe die jeweiligen Artikel.

## Die Internetdienste im Einzelnen

### World Wide Web

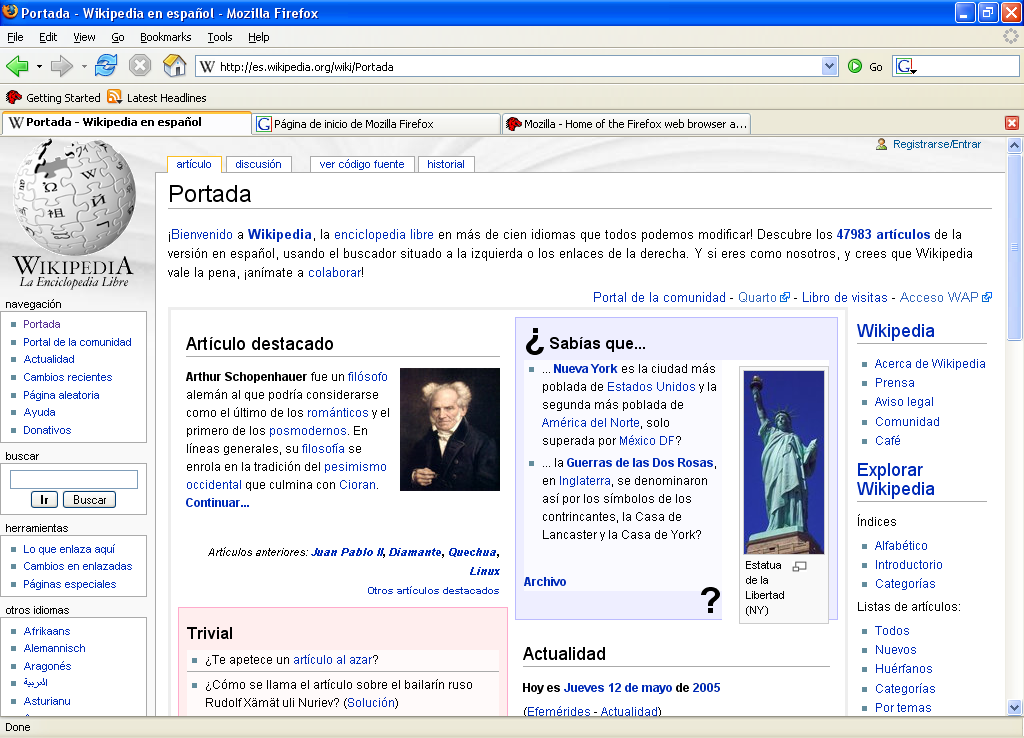
Der Webbrowser Firefox auf der Wikipedia-Webseite

Das World Wide Web (Abkürzungen Web oder WWW) überträgt Webseiten.
Zur Anzeige der Seiten wird ein sogenanntes Browser-Programm (wie beispielsweise Internet Explorer, Firefox, Opera oder Google Chrome) verwendet.
Seit 1990 hat sich das World Wide Web ständig weiterentwickelt und bietet neben Bebilderungen, Ton, Animationen und Videos auch interaktive Inhalte aller Art.
Eine typische WWW-Adresse (der Einfachheit halber auch „Internetadresse“ genannt) ist beispielsweise https://www.wikipedia.org/.

### E-Mail
E-Mails, elektronische Briefe, sind eine der ersten Anwendungen des Internets.
Internetnutzer können eigene E-Mail-Adressen anmelden und sind unter dieser zu erreichen. Beispiel für eine E-Mail-Adresse: maxmustermann@wikipedia.org.
Populäre Programme zur Nutzung und Verwaltung von E-Mails sind z. B. Outlook, Outlook Express, Evolution und Mozilla Thunderbird.

### Dateiverwaltung
Der seit 1971 verfügbare File Transfer Protocol-Service (kurz FTP) ermöglicht die Verwaltung von Dateien und Ordnern über das Internet, daneben ist der lesende und schreibende Internetzugriff auch über HTML auf Dokumente möglich, und umfasst heute zahlreiche Dateitypen, wie auch interaktive Zugriffsformen.
Zu diesen Diensten gehören Dokumentenserver und Repositories für Digitale Bibliotheken, Online-Datenbanken, Bilddatenbanken, Software-Versionsverwaltung, oder Webarchive.

### Diskussionsforen
Diskussionsforen dienen der öffentlichen Kommunikation mit anderen Internet-Nutzern. Obwohl es für Diskussionsforen den eigenen Standard NNTP gibt, wird meist eine Webanwendung verwendet. Das bekannteste und größte Diskussionsforum, das NNTP verwendet, ist das Usenet. Es ist auf einigen Servern verteilt, die sich ständig synchronisieren und hat sogar ein eigenes URL-Schema zum schnelleren Zugang mit dem Protokoll-Präfix news. Eines der unzähligen Usenet-Diskussionsforen ist zum Beispiel „newsalt.de.wikipedia“.

### Chat

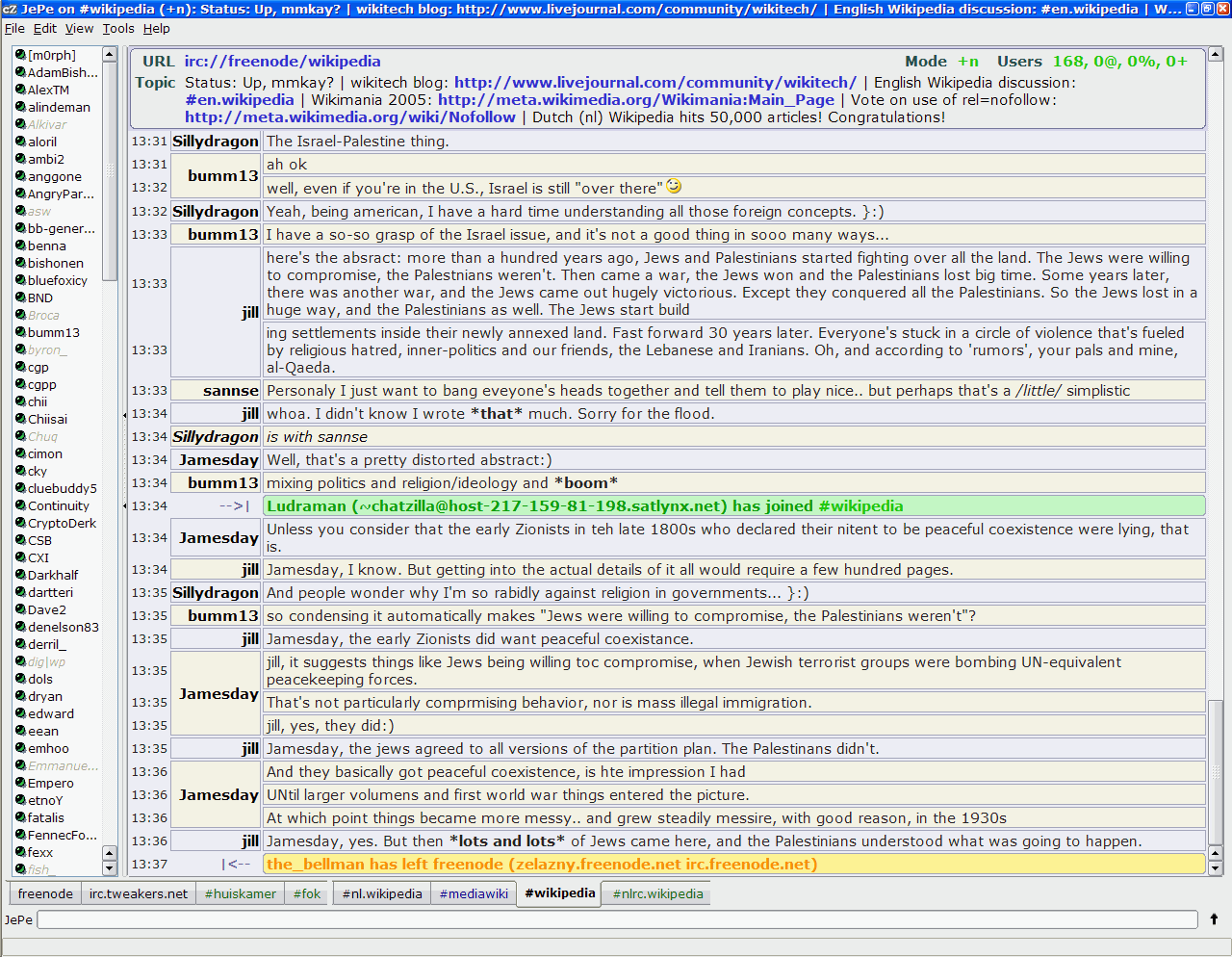
Das IRC-Programm Chatzilla im Chatraum #Wikipedia

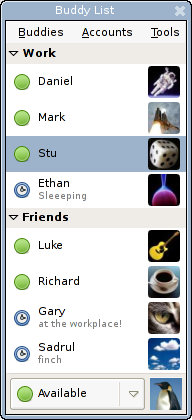
Der Instant Messenger Pidgin

Ein Chat ermöglicht eine schriftliche Echtzeitunterhaltung mit beliebig vielen Nutzern. Für Gruppenchats zu einem bestimmten Thema werden Chaträume eingerichtet.
Viele Chatdienste bieten auch Online-Kontaktelisten, Offline-Nachrichten, Datei-Austausch und Videochat an.

### Telefonie
Seit der Verbreitung von Breitbandinternetanschlüssen ersetzt die Internet-Telefonie zunehmend die analoge und die ISDN-Telefonie.

### Fernsehen
Live-Ereignisse können über das Internet mittels Livestreams übertragen werden. Filme können auf Abruf (Video-on-Demand) heruntergeladen werden.

### Spiele
In der heutigen Zeit sind Onlinespiele weit verbreitet. Anwender haben so die Möglichkeit, selbst auf weite Entfernungen miteinander zu spielen.

## Nutzung von Anwendungen über Webanwendungen
Anwendungen, die ursprünglich mit lokalen Programmen genutzt wurden (z. B. Office-Programm), werden immer häufiger über Webanwendungen angeboten und können mittels eines Webbrowsers genutzt werden.

## Tabelle der wichtigsten Internetdienste
| Dienst                           | Verwendetes Protokoll                                                                                                | Übliche Ports                                                                      | Beschreibung                                                                                     | Anwendungen                                                           |
| -------------------------------- | --- | ---------------------------------------------------------------------------------- | ------------------------------------------------------------------------------------------------ | --------------------------------------------------------------------- |
| World Wide Web                   | Hypertext Transfer Protocol (HTTP), Hypertext Transfer Protocol Secure (HTTPS)                                       | 80, 443                                                                            | Zur Übertragung von Webseiten                                                                    | Webbrowser                                                            |
| E-Mail                           | Simple Mail Transfer Protocol (SMTP), Post Office Protocol Version 3 (POP3), Internet Message Access Protocol (IMAP) | 25, 110, 143                                                                       | Zum Versand elektronischer Briefe (E-Mails)                                                      | E-Mail-Programm                                                       |
| Dateiübertragung (File Transfer) | File Transfer Protocol (FTP)                                                                                         | 20, 21                                                                             | Zur Übertragung von Dateien                                                                      | FTP-Server und -Clients wie FileZilla                                 |
| Namensauflösung                  | Domain Name System (DNS)                                                                                             | 53                                                                                 | Mit diesem Dienst werden Namen z. B. de.wikipedia.org in IP-Adressen übersetzt                   | Meistens im Betriebssystem integriert                                 |
| Usenet                           | Network News Transfer Protocol (NNTP)                                                                                | 119                                                                                | Diskussionsforen zu allen erdenklichen Themen                                                    | News Client, z. B. Microsoft Outlook Express oder Mozilla Thunderbird |
| Telnet                           | Telnet Protocol | 23                                                                                 | Zur Benutzung entfernter Rechner                                                                 | unter den meisten Betriebssystemen verfügbar: telnet                  |
| SSH                              | SSH Protocol | 22                                                                                 | Zur verschlüsselten Benutzung entfernter Rechner                                                 | ssh, unter Windows z. B. PuTTY oder WinSCP                            |
| Peer-to-Peer-Systeme             | eDonkey, Gnutella, FastTrack                                                                                         | 6881 bis 6889, 4661, 4662, 4665, 4672 (eDonkey). 6346 (Gnutella), 1214 (FastTrack) | z. B. Tauschbörsen zum Austausch von Dateien                                                     | eMule, FrostWire, Kazaa Lite K++, Vuze, μTorrent                      |
| Internet-Telefonie (VoIP)        | H.323, Session Initiation Protocol (SIP)                                                                             | 5060                                                                               | Telefonieren                                                                                     | Beispiele siehe Kategorie VoIP                                        |
| Video-Chat                       | H.264, QuickTime-Streaming                                                                                           |                                                                                    | Video-Telefonie                                                                                  | Beispiele siehe Kategorie VoIP                                        |
| Virtual Private Network VPN      | GRE, IPsec, PPTP |                                                                                    | Kopplung von LANs durch das Internet, optional mit Verschlüsselung und Authentifizierung         | OpenVPN                                                               |
| Internetradio                    | Hypertext Transfer Protocol (HTTP)                                                                                   |                                                                                    | Radio hören/senden                                                                               | Beispiele siehe Kategorie Medienspieler                               |
| WAIS                             | Z39.50 |                                                                                    | Ein früherer Internet-Suchdienst                                                                 |                                                                       |
| Gopher                           | Internet Gopher Protocol                                                                                             | 70                                                                                 | Hypertext-ähnlicher Informationsdienst                                                           |                                                                       |
|                                  | Internet Control Message Protocol (ICMP)                                                                             | (verwendet keine)                                                                  | Austausch von Fehler- und Informationsmeldungen, Diagnose                                        | z. B.: Ping                                                           |
| Netzwerkadministration           | Simple Network Management Protocol (SNMP)                                                                            | 161                                                                                | Dient der Fernkonfiguration, -wartung und -überwachung von Netzwerkkomponenten wie z. B. Routern |                                                                       |
| Zeitsynchronisation              | Network Time Protocol (NTP)                                                                                          | 123                                                                                | Dient dem Zeitabgleich von Computern und Netzwerkkomponenten.                                    | ntpdate bzw. ntp-client (GNU/Linux)                                   |

### Chat-Dienste
Chatdienste dienen der Echtzeitkommunikation in Schriftform über das Internet.
| Dienst                            | Verwendetes Protokoll                | Übliche Ports     | Beschreibung                                                                     | Anwendungen                                                                                        |
| --------------------------------- | ------------------------------------ | ----------------- | -------------------------------------------------------------------------------- | -------------------------------------------------------------------------------------------------- |
| Internet Relay Chat               | IRC-Protokoll                        | 194, 6667         | „Ur“-Chatdienst                                                                  | Verschiedene Clientprogramme oder Webchats, z. B. mIRC (Windows), XChat (Linux, bzw. auch Windows) |
| Secure Internet Live Conferencing | SILC-Protokoll                       | 706               | sicherer Chatdienst                                                              | Verschiedene Clientprogramme, z. B. Pidgin, Colloquy (Mac OS X), Silky, irssi                      |
| XMPP/Jabber                       | XMPP                                 | 5222              | Dezentralisierter Chatdienst                                                     | Verschiedene Programme, z. B. Psi (Windows, Linux, Mac), Kopete (Linux)                            |
| Instant Messaging                 | Verschiedene, proprietäre Protokolle | je nach Protokoll | Kurznachrichten von Person zu Person, Clients unterstützen oft auch IP-Telefonie | Verschiedene Programme, z. B. WhatsApp, Skype                                                      |